# James Carlton
James Carlton, född 10 februari 1909, död 4 april 1951, var en australisk friidrottare. Han deltog vid olympiska sommarspelen 1928.